# Xayyétet 13

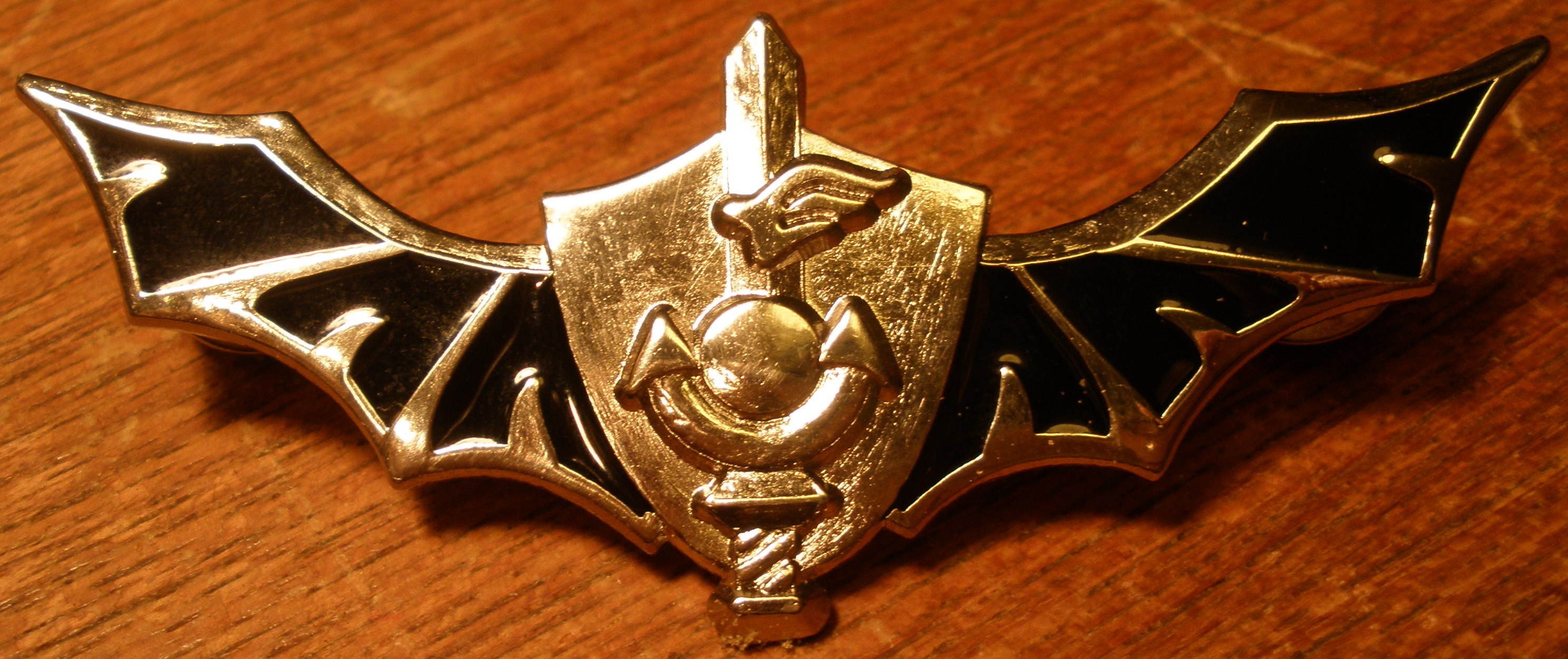
Insígnia de la unitat.

La Xayyétet 13 (en hebreu: שייטת 13, literalment "Flotilla 13") és una unitat de comandos navals israelians. És una de les unitats de forces especials navals més entrenades del món. Aquesta unitat té una experiència operativa que comença tot just després de la Segona Guerra Mundial, amb la lluita a Palestina contra els britànics. La Xayyétet 13 és una unitat d'uns 300 homes, la seva base es troba a Atlit, en la costa mediterrània israeliana. La seva selecció i la instrucció que reben és molt selectiva i rigorosa. En la fase inicial es prova la capacitat física i mental dels candidats i s'inclou en ella una marxa de 200 quilòmetres en tres dies. Després es passa a l'escola d'infanteria de les FDI a on es procedeix a l'entrenament en combat terrestre, la instrucció en paracaigudisme i antiterrorisme, navegació, submarinisme i demolicions. El procés dura 18 mesos fins que el candidat entra en la Xayyétet 13. Els que aproven el curset signen per uns 18 mesos més de servei en la unitat.

## Història

### Guerra araboisraeliana (1948)
Va ser creada per Iohai Ben-Nun quan el comandament britànic d'operacions especials va autoritzar la creació d'una unitat de comandos navals o Palmah (companyia de xoc) de la Haganà (l'Exèrcit d'Israel anterior a la independència). Després de la guerra aquests comanods van combatre contra els britànics, ajudant a la immigració il·legal, i destruint les embarcacions costaneres. Quan els britànics es van retirar de Palestina, els comandos es van integrar en la Marina israeliana. L'any 1948, els comandos navals israelians van desenvolupar un paper important, jà que van destruir el vaixell insígnia de l'Armada Egípcia. Des de aleshores, el Xayyétet 13 es va reorganitzar seguint el model del SAS britànic, del qual rebien instruccions, juntament amb els equips d'operacions especials de la Marina francesa i de l'Armada italiana.

### Guerra dels Sis Dies (1967)
Però el 1967 i durant la Guerra dels Sis Dies, la seva incursió al port d'Alexandria va fracassar i no van tenir èxit en cap de les missions durant aquest breu conflicte. Això va provocar que hom demanés la dissolució d'aquesta unitat, però aquest fracàs va servir perquè la Xayyétet 13 establís uns vincles més forts amb la Sayyéret Matkal. El 1969, van fer una espectacular incursió sobre l'estació de radar egípcia de Ras al-Adabia. Van combatre amb èxit juntament amb el Sayyéret Matkal sobre la posició egípcia de Green Island, i van combatre bé en la guerra de desgast atacant bases palestines al Líban. El 1973, van causar innombrables problemes a l'armada egípcia durant la Guerra del Yom Kippur. El 1982 va donar suport a l'operació Pau per Galilea quan Israel va envair el Líban, i van dur a terme incursions contra les instal·lacions palestines de les costes del Líban. Es van encarregar que cap atac des del mar arribés a les costes d'Israel.

### Operació contra la flotilla de Gaza (2010)
El 31 de maig de 2010, Xayyétet 13 va prendre part en una operació contra el vaixell Mavi Marmara, que formava part de la "Flotilla de la Llibertat de Gaza", per evitar que arribés al port de Gaza. L'operatiu va aconseguir el control del vaixell, però va tenir un resultat de 9 morts i diverses desenes de ferits entre els passatgers del Mavi Marmara. Alguns membres de la Xayyétet 13 també van resultar ferits.

## Armament
Utilitzen una gran varietat d'armes, com ara el CAR-15 estatunidenc. El subfusell Uzi amb silenciador, és l'arma de reglament. Quan necessiten armament pesant fan servir la metralladora belga de reglament FN MAG del calibre 7,62mm, i la metralladora lleugera de fabricació soviètica RPK. Disposen de llançacoets RPG-7. Els franctiradors porten el fusell Robar SR 60 de calibre 330 Win-Mag, i el fusell Barrett model 82A1/90 de 12,7mm. Utilitzen embarcacions d'infiltració. Disposen de les instal·lacions de la Marina israeliana, incloent-hi embarcacions llançamíssils, de patrulla, i submarins. Utilitzen també la llanxa Zodiac i la llanxa Senunit (Oreneta).

### Granades de mà
| Granades de mà | Granades de mà | Granades de mà           | Granades de mà   | Granades de mà | Granades de mà | Granades de mà |
| Nom            | Origen         | Explosiu                 | Pes del explosiu | Pes total      | Imatge         |                |
| -------------- | -------------- | ------------------------ | ---------------- | -------------- | -------------- | -------------- |
| Granada M26    | Estats Units   | RDX / Trinitrotoluè      | 164 gr           | 454 gr         |                |                |
| Granada M84    | Estats Units   | Magnesi / Nitrat d'amoni | 4,5 g            | 236 g          |                |                |

### Metralladores
| Metralladores | Metralladores | Metralladores              | Metralladores | Metralladores           | Metralladores | Metralladores |
| Nom           | Origen        | Fabricat per               | Calibre       | Velocitat del projectil | Abast efectiu | Imatge        |
| ------------- | ------------- | -------------------------- | ------------- | ----------------------- | ------------- | ------------- |
| FN MAG        | Bèlgica       | FN Herstal                 | 7,62mm        | 900 m/s                 | 1800 m        |               |
| PK            | Rússia        | Izhmash                    | 7,62mm        | 825 m/s                 | 1000 m        |               |
| IMI Negev     | Israel        | Israel Military Industries | 5,56mm        | 915 m/s                 | 1000 m        |               |

### Llançagrenades
| Llançagrenades | Llançagrenades | Llançagrenades   | Llançagrenades | Llançagrenades          | Llançagrenades | Llançagrenades |
| Nom            | Origen         | Fabricat per     | Calibre        | Velocitat del projectil | Abast efectiu  | Imatge         |
| -------------- | -------------- | ---------------- | -------------- | ----------------------- | -------------- | -------------- |
| Mk-47 Striker  | Estats Units   | General Dynamics | 40mm           | 240 m/s                 | 1,500 m        |                |
| Mk-19          | Estats Units   | General Dynamics | 40mm           | 240 m/s                 | 1,500 m        |                |
| M203           | Estats Units   | Colt             | 40mm           | 76 m/s                  | 150 m          |                |

### Llançacoets
| Llançacoets  | Llançacoets | Llançacoets                     | Llançacoets | Llançacoets             | Llançacoets   | Llançacoets |
| Nom          | Origen      | Fabricat per                    | Calibre     | Velocitat del projectil | Abast efectiu | Imatge      |
| ------------ | ----------- | ------------------------------- | ----------- | ----------------------- | ------------- | ----------- |
| MATADOR      | Israel      | Rafael Advanced Defense Systems | 90mm        | 250 m/s                 | 500 m         |             |
| B-300 Shipon | Israel      | IMI                             | 83mm        | 270 m/s                 | 600m          |             |
| M72 LAW      | Noruega     | Nammo                           | 66mm        | 145 m/s                 | 200m          |             |
| RPG-7        | Rússia      | Bazalt                          | 40mm        | 115 m/s                 | 200m          |             |

### Pistoles
| Pistoles    | Pistoles | Pistoles     | Pistoles | Pistoles                | Pistoles      | Pistoles |
| Nom         | Origen   | Fabricat per | Calibre  | Velocitat del projectil | Abast efectiu | Imatge   |
| ----------- | -------- | ------------ | -------- | ----------------------- | ------------- | -------- |
| Jericho 941 | Israel   | IWI          | 9mm      | 360 m/s                 | 50 m          |          |
| Glock 17    | Àustria  | Glock        | 9mm      | 375 m/s                 | 50 m          |          |

### Escopetes
| Escopetes      | Escopetes    | Escopetes      | Escopetes | Escopetes               | Escopetes     | Escopetes |
| Nom            | Origen       | Fabricat per   | Calibre   | Velocitat del projectil | Abast efectiu | Imatge    |
| -------------- | ------------ | -------------- | --------- | ----------------------- | ------------- | --------- |
| Remington M870 | Estats Units | Remington Arms | 18,53mm   | 475 m /s                | 40m           |           |
| Mossberg 500   | Estats Units | Mossberg       | 18,53mm   | 475 m/s                 | 40m           |           |
| Armsel Striker | Sud-àfrica   | Hilton Walker  | 18,53mm   | 450 m/s                 | 40m           |           |

### Subfusells
| Subfusells    | Subfusells   | Subfusells                    | Subfusells | Subfusells              | Subfusells    | Subfusells |
| Nom           | Origen       | Fabricat per                  | Calibre    | Velocitat del projectil | Abast efectiu | Imatge     |
| ------------- | ------------ | ----------------------------- | ---------- | ----------------------- | ------------- | ---------- |
| Uzi           | Israel       | IMI                           | 9mm        | 400 m/s                 | 200 m         |            |
| Ingram MAC-10 | Estats Units | Military Armament Corporation | 9mm        | 280 m/s                 | 70 m          |            |

### Fusells d'assalt
| Fusells d'assalt | Fusells d'assalt | Fusells d'assalt | Fusells d'assalt | Fusells d'assalt        | Fusells d'assalt | Fusells d'assalt |
| Nom              | Origen           | Fabricat per     | Calibre          | Velocitat del projectil | Abast efectiu    | Imatge           |
| ---------------- | ---------------- | ---------------- | ---------------- | ----------------------- | ---------------- | ---------------- |
| Fusell Tavor     | Israel           | IWI              | 5,56mm           | 870 m/s                 | 550 m            |                  |
| Micro Tavor      | Israel           | IWI              | 5.56mm           | 880 m/s                 | 500 m            |                  |
| Fusell M4        | Estats Units     | Colt             | 5,56mm           | 905 m/s                 | 500 m            |                  |
| Fusell M16       | Estats Units     | Colt             | 5,56mm           | 930 m/s                 | 550 m            |                  |
| AR-15            | Estats Units     | Colt             | 5,56mm           | 975 m/s                 | 550 m            |                  |
| IMI Galil        | Israel           | IMI              | 5,56mm           | 900 m/s                 | 500 m            |                  |
| IMI Micro Galil  | Israel           | IMI              | 5,56mm           | 900 m/s                 | 500 m            |                  |
| AK-47            | Rússia           | Izhmash          | 7,62mm           | 715 m/s                 | 350 m            |                  |
| AKM              | Rússia           | Izhmash          | 7,62mm           | 715 m/s                 | 440 m            |                  |

### Fusells de franctirador
| Fusells de franctirador | Fusells de franctirador | Fusells de franctirador   | Fusells de franctirador | Fusells de franctirador | Fusells de franctirador | Fusells de franctirador |
| Nom                     | Origen                  | Fabricat per              | Calibre                 | Velocitat del projectil | Abast efectiu           | Imatge                  |
| ----------------------- | ----------------------- | ------------------------- | ----------------------- | ----------------------- | ----------------------- | ----------------------- |
| Barrett M-107           | Estats Units            | Barrett Firearms Company  | 12,7mm                  | 850 m/s                 | 2,500 m                 |                         |
| HTR-2000                | Estats Units            | HS Precision              | 8,58mm                  | 820 m/s                 | 800m                    |                         |
| M-24                    | Estats Units            | Remington Arms            | 7,62mm                  | 850 m/s                 | 800m                    |                         |
| SR-25                   | Estats Units            | Knight's Armament Company | 7,62mm                  | 820 m/s                 | 700 m                   |                         |